# Frank Noya
Pour les articles homonymes, voir Noya.
Frank Noya né le 12 novembre 1933 dans le Territoire spécial de Yogyakarta (Indes orientales néerlandaises), et mort le 30 octobre 2016 à Hilversum, est un contrebassiste néerlandais.

## Biographie
Il est mort le 30 octobre 2016 à Hilversum à l'âge de 83 ans.